# 熱帶風暴奧麥斯 (2021年)
強烈熱帶風暴奧麥斯（英語：Severe Tropical Storm Omais，國際編號：2112，聯合颱風警報中心：WP162021，菲律賓大氣地球物理和天文管理局：Isang）是2021年太平洋颱風季第12個被命名的風暴。「奧麥斯」一名由美國提供，是漫遊之意。

## 發展過程
8月6日，一個熱帶擾動在夏威夷南西方海域近國際換日線生成，中太平洋颶風中心給予擾動編號91C。
8月9日晚上8時，由於北面深厚的副熱帶高壓脊引導下，該低壓區西移越過國際換日線，進入西北太平洋，改由日本氣象廳負責發報。
8月10日上午9時30分，聯合颱風警報中心將其評級提升為「高」，並對其發布熱帶氣旋形成警報。下午2時，日本氣象廳將其升格為熱帶低氣壓。因應深層對流鞏固低層環流中心，晚上8時，聯合颱風警報中心將其升格為熱帶性低氣壓，給予熱帶氣旋編號16W。
先前馬登－朱利安振盪令大氣不穩定性增加，多個熱帶氣旋先後形成；隨後馬登－朱利安振盪進入下一階段，下沉氣流抑制西太平洋的對流活動。西南季風缺席、乾空氣入侵，而且西南方向的垂直風切變把該系統的對流向東切離，引致低層環流中心暴露，多項不利因素使該系統只能依靠攝氏28度或以上的海水溫度掙扎求存。
8月13日上午8時，聯合颱風警報中心率先將其升格為熱帶風暴。下午2時，台灣中央氣象局將其升格為熱帶性低氣壓，給予編號TD14。
8月14日凌晨2時，聯合颱風警報中心將其降格為熱帶性低氣壓，並於下午2時再度將其升格為熱帶風暴。
8月15日上午8時，聯合颱風警報中心再度將其降格為熱帶性低氣壓。同時，日本氣象廳對其發布烈風警報。
8月16日上午8時，日本氣象廳取消對其發布烈風警報。下午2時，日本氣象廳在天氣圖上移除該系統。
8月17日上午8時，日本氣象廳將其復編為熱帶性低氣壓。下午5時，聯合颱風警報中心對其發出最後警告，並將其殘留雲系評級為「中」。
8月18日上午8時，台灣中央氣象局將其降格為低壓區。
8月19日凌晨3時30分，聯合颱風警報中心重新將其評級提升為「高」，並對其發布熱帶氣旋形成警報。晚上8時，聯合颱風警報中心重新將其升格為熱帶性低氣壓。
8月20日上午8時，台灣中央氣象局重新將其升格為熱帶性低氣壓。下午2時，日本氣象廳再度對其發布烈風警報。下午5時，香港天文台將其升格為熱帶低氣壓。晚間8時，日本氣象廳將其升格為熱帶風暴，給予國際編號2112，並命名「奧麥斯」。同時，台灣中央氣象局將其升格為輕度颱風、香港天文台將其升格為熱帶風暴。
8月21日凌晨2時，聯合颱風警報中心重新將其升格為熱帶風暴。
8月22日凌晨2時，日本氣象廳將其升格為強烈熱帶風暴。下午2時，日本氣象廳將其降格為熱帶風暴。
8月23日上午8時，聯合颱風警報中心將其降格為熱帶性低氣壓。上午11時，香港天文台將其降格為熱帶低氣壓。下午2時，台灣中央氣象局將其降格為熱帶性低氣壓。下午5時，聯合颱風警報中心對其發出最後警告。晚間11時50分左右，韓國氣象廳表示奧麥斯於慶尚南道固城郡附近海岸登陸。
8月24日上午8時，日本氣象廳表示奧麥斯已轉化為溫帶氣旋。
9月1日凌晨2時，日本氣象廳認為其已併入低壓區。
日本氣象廳在2021年12月1日發布的最佳路徑中，將其風速下調至45節(每小時85公里)，認為其失去強烈熱帶風暴強度。

## 外部連結
| 太平洋颱風季             |
| 主題頁 - 專題 - 編輯指南 |

- （日語）日本氣象廳首頁 （页面存档备份，存于）
- （英文）聯合颱風警報中心首頁 （页面存档备份，存于）
- （简体中文）中國國家氣象中心首頁 （页面存档备份，存于）
- （繁體中文）臺灣中央氣象局首頁 （页面存档备份，存于）
- （繁體中文）香港天文台首頁 （页面存档备份，存于）
- （繁體中文）澳門地球物理暨氣象局首頁 （页面存档备份，存于）
- （英文）菲律賓大氣地球物理和天文管理局 惡劣天氣公告 （页面存档备份，存于）
- （泰文）泰國氣象局首頁 （页面存档备份，存于）